# Dzibilchaltún (zona arqueològica)
Dzibilchaltún és un jaciment arqueològic maia, situat en l'estat mexicà de Yucatán, que és a uns 17 quilòmetres al nord de Mérida, la capital de l'estat.

## Toponímia
El seu nom significa 'on hi ha escriptures sobre pedres planes'.

## Arqueologia
L'estructura més famosa és el temple de les Set Nines, anomenat així a causa de set petites figuretes de fang trobades en la zona, quan el temple va ser excavat pels arqueòlegs, en la dècada dels anys 50. Durant l'equinocci de primavera, l'orientació de l'edifici fa que el sol pugui veure's a través de les portes d'est a oest, "travessant" la construcció. El temple està connectat amb la resta del lloc, per un sacbé llarg. Una altra característica important de Dzibilchaltún és el seu cenote, en què és possible banyar-se. En alguns llocs, arriba a tenir 40 m de profunditat. Dzibilchaltún també conté les ruïnes d'una capella espanyola oberta, del segle xvi, construïda en el lloc després de la conquesta.
El jaciment arqueològic alberga un museu, que conté molts artefactes maies trobats en la zona arqueològica i la seva regió adjacent. Entre aquests artefactes hi ha diverses esteles, així com inscripcions de Chichén Itzá i Uxmal. També hi ha una armadura dels conqueridors, vestits maies representatius de Chiapas, Yucatán i Guatemala, i fragments originals d'una església colonial. El museu alberga una major quantitat d'artefactes que els de Chichén Itzá o Uxmal. A Dzibilchaltún, s'hi troba el cenote de Xlacah, el més important cenote obert de la zona arqueològica de Dzibilchaltún, i que va ser utilitzat com a proveïment d'aigua pels maies. Té 40 metres de profunditat, 40 metres d'amplada i 100 de llargària. El seu nom és una veu maia que significa 'Poble vell'.

## Cenote Xlacah

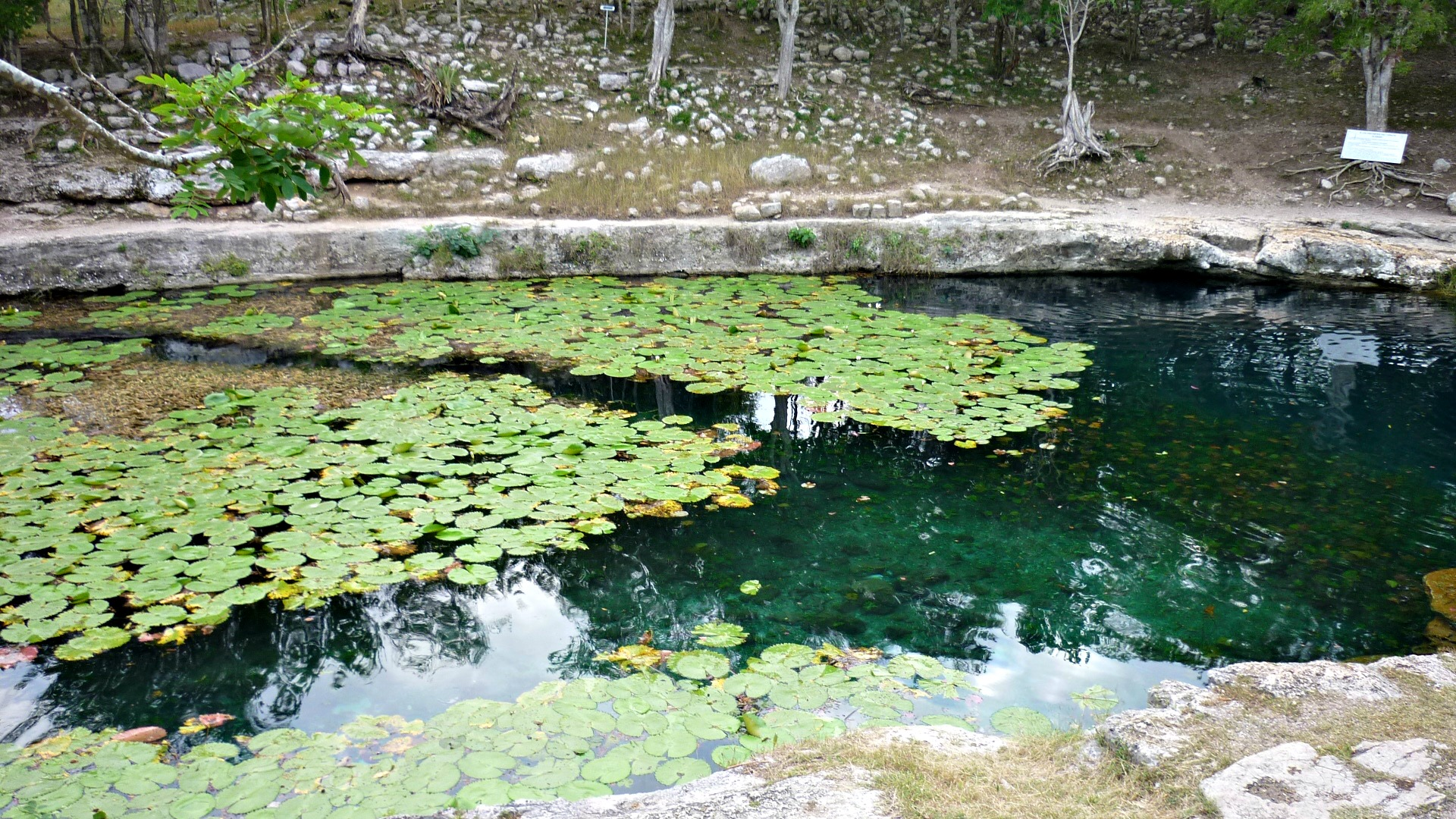
Cenote Xlacah

És el més important cenote obert de la zona arqueològica de Dzibilchaltún i va ser usat pels maies per al proveïment d'aigua. Mesura 40 metres de profunditat i uns 40 metres d'ample per 100 de llarg. El seu nom és una veu maia que significa 'Poble vell'.